# Grande Hotel Karel V
O Grande Hotel Karel V é um hotel cinco estrelas de Utreque, nos Países Baixos. Está localizado no complexo dos edifícios da Casa Teutônica, incluindo parte do antigo mosteiro de Bailivique de Utreque dos Cavaleiros Teutônicos fundado em 1348. Muitos das salas e suítes estão em um antigo hospital militar, que data de 1823 e tem sido cuidadosamente renovado, ou na moderna ala romana aberta em 2008. O hotel contêm um centro médico com temática romana, salas de conferência, um bar, brasserie e o Grande Restaurante Karel V.

## História
Em 1348, a Bailivique de Utreque da Ordem Teutônica construiu a Casa Teutônica como um mosteiro e sede entre o muro da cidade de Utreque e Springweg. O irmão de Napoleão, Luís Bonaparte, comprou a propriedade em 1807. Durante o reinado do rei Guilherme I dos Países Baixos (r. 1815–1840), um hospital militar foi construído sobre a propriedade junto com Geertebolwerk. Ele foi completado em 1823.
Quando o hospital ficou vago no final dos anos 1980, o Bailivique de Utreque foi capaz de recomprar a propriedade. Um grande renovação foi iniciada em 1992. Em 1995, o Bailivique de Utreque se mudou de volta para a causa de comando do século XV na esquina de Springweg e Walsteeg. Renovações adicionais converteram muito do resto do complexo em um hotel por 1999.[carece de fontes?] O edifício foi restaurado com ajuda do Fundo Nacional de Restauração. As enfermarias do hospital foram convertidas em salas de hotel e suítes. Tanto quanto possível a antiga textura e aparência foram preservadas.
A ala do jardim foi renovada e estendida em 2007. Durante as escavações arqueológicas descobriu-se os restos de um cemitério romano datável de entre 40 a.C. e 275 d.C., que pode ser associado com o forte romano de Trajeto. A ala foi chamado de ala romana após a descoberta. A "Ala Romana" é chamada "contemporânea" por revisionistas, em contraste com o "inteligentemente modernizado" edifício principal. Isso foi designado pela firma de arquitetura Heine & van de Rijt e consultores Hylkema. A ala tem uma pavilhão moderno e extensão da ala do jardim. Foi formalmente aberto em novembro de 2008 com uma cerimônia que incluiu marcha de soldados romanos.

## Instalações
O Grande Hotel Karel V abriu em 1999. Foi nomeado em honra ao imperador Carlos V (r. 1519–1556), que certa vez visitou a Casa Teutônica. Uma cerimônia de abertura formal com o prefeito de Utreque e um representante da rainha foi realizada em 10 de setembro de 2000. Neste cerimônia o hotel recebeu sua classificação cinco estrelas, o primeiro na região de Utreque. O hotel tinha 121 salas, salas de conferência, um centro médico, bar, brasserie e restaurante. O auditório comporta 114 pessoas. Há um comedido sistema de som na sala de conferência e áreas públicas do hotel.
O hotel tem três alas. A Ala Medieval está no centro, a Ala Napoleônica a oeste e a Ala Romana a sul. O "centro de bem-estar" no porão da ala romana tem um "motivo" romano, com uma sauna, sala de vapor e piscina. Alguns dos achados dos tempos romanos são exibidos na ala. Traços da história passada do complexo, incluindo objetos, fotógrafos e desenhos históricos, estão dispostos através do hotel. O hotel está situado nos jardins extensos.

## Restaurantes
O brasserie está na antiga cozinha do convento, e tem uma terraço que fica aberta em tempo bom. A sala do capítulo e refeitório do edifício principal da Casa Teutônica medieval agora também são salas de jantar. Os restos de uma lareira foram encontrados durante a renovação sobre a águia bicéfala, o emblema de Carlos V, que fora gravado em arenito. Uma nova lareira foi construída no refeitório no mesmo lugar da antiga lareira e decorada com o brasão de armas e lema do imperador Carlos V.
Uma guia de 2004 disse que o brasserie Goeie Louisa podiam ser desfrutado em uma atmosfera casual, e o clássico restaurante Karel V oferece uma escolha excelente. O Grande Restaurante Karel V recebeu uma estrela Michelin em 2005, mas perdeu-a em 2013 após uma mudança dos chefes. O Grande Restaurante Karel V manteve a estrela no período 2005-2013. A partir de junho de 2014, Gault Millau exibiu a classificação do restaurante como 14 pontos.